# Sant’Anna d’Alfaedo
Sant’Anna d’Alfaedo ist eine nordostitalienische Gemeinde (comune) mit 2602 Einwohnern (Stand 31. Dezember 2023) der Provinz Verona in Venetien.

## Geografie
Die Gemeinde liegt etwa 20 Kilometer nordnordwestlich von Verona am Parco naturale regionale della Lessinia und ist Teil der Comunità montana della Lessinia. Sant’Anna d’Alfaedo grenzt unmittelbar an die Provinz Trient.
Zu den Ortsteilen gehören Cerna, Fosse, Giare und Ronconi.
Eine überregionale Bedeutung der Gemeinde ergibt sich durch die zahlreichen erdgeschichtlichen Funde im Gemeindegebiet, beispielsweise aufgrund der Vorkommen von Feuerstein, die in der Steinzeit für Pfeilspitzen und Klingen Verwendung fanden und überregional gehandelt wurden, wie etwa bei der Ausrüstung von Ötzi.